# مقاطعة إيزابيلا (ميشيغان)
مقاطعة إيزابيلا هي مقاطعة في ميشيغان، بلغ عدد سكانها 70٬311  نسمة، في 2010، عاصمتها ماونت بليزانت، تبلغ مساحتها 1٬496 كيلومتر مربع.

## الموقع
تشترك في الحدود مع:
- مقاطعة كلير.

## التقسيمات الإدارية
- ماونت بليزانت.